# Manny Kurtz
Emanuel „Manny“ Kurtz (auch Manny Curtis und Mann Curtis, * 15. November 1911 in Brooklyn; † 6. Dezember 1984 in San Francisco) war ein US-amerikanischer Liedtexter.

## Leben und Wirken
Manny Kurtz besuchte zunächst Highschool und das Brooklyn Evening College, bevor er im Musikverlagswesen arbeitete. In Zusammenarbeit mit Vic Mizzy entstanden eine Reihe von Songs für die Hit Parade in 1945, wie „My Dreams Are Getting Better All the Time“ sowie der Song „The Whole World Is Singing My Song“, der 1946 auf #2 der Hitparaden kam. Im Bereich des Jazz wurde er vor allem 1935 durch den Songtext für Duke Ellingtons  „In a Sentimental Mood“ (mit Irving Mills) bekannt. Kurtz, der im Büro von Mills angestellt war, ist auch als Miturheber (erneut mit Mills) des Liedtextes von Ellingtons „Delta Serenade“ (1934) eingetragen. Kurtz war als Autor oder Co-Autor (u. a. mit Benny Carter, Edgar Sampson/Benny Goodman, Al Hoffman/Jerry Livingston) an über 250 Songs beteiligt; so schrieb er den englischen Songtext für „Anema e core“ (1954) und von „Let it Be Me“ (1960); der Song wurde durch die Aufnahmen der Everly Brothers, Elvis Presley, Betty Everett & Jerry Butler, Glen Campbell & Bobbie Gentry und von  Willie Nelson in den Vereinigten Staaten populär. Auch George Harrison nahm den Song auf (Early Takes: Volume 1).
Weitere bekannte Songs, an denen Kurtz mitwirkte, waren:
- Blue Interlude (mit Benny Carter, Aufnahmen von Artie Shaw),
- Christmas Auld Lang Syne (mit Frank Military, Aufnahme von Bobby Darin),
- Dark Rapture (mit Edgar Sampson und Benny Goodman, Aufnahme durch das Count Basie Orchestra),
- Devil in the Moon (mit Billy Hill; Aufnahmen von Taft Jordan),
- Don't Come Crying On My Shoulder (mit Arthur Altman und Murray Mencher, Aufnahme von Louis Jordan),
- I Struck a Match in the Dark (mit Al Hoffman und Jerry Livingston, Aufnahmen von Count Basie),
- The Jones Boy (mit Vic Mizzy, Aufnahmen der Mills Brothers),
- The Kissing Way Home (mit Harold Solomon, Aufnahmen von Dinah Washington),
- Romance Runs in the Family (Glenn Miller),
- Tomboy (mit Red Norvo)
- The Whole World Is Singing My Song (mit Vic Mizzy, Aufnahme durch Les Brown/Doris Day 1946),
- You Meet The Nicest People In Your Dreams (mit Al Goodhart und Al Hoffman, Aufnahmen durch Fats Waller 1939)

Der Songwriter ist nicht mit dem britischen Cartoonisten Manny Curtis (1924–2007) zu verwechseln.